# Karl-Heinz Kube

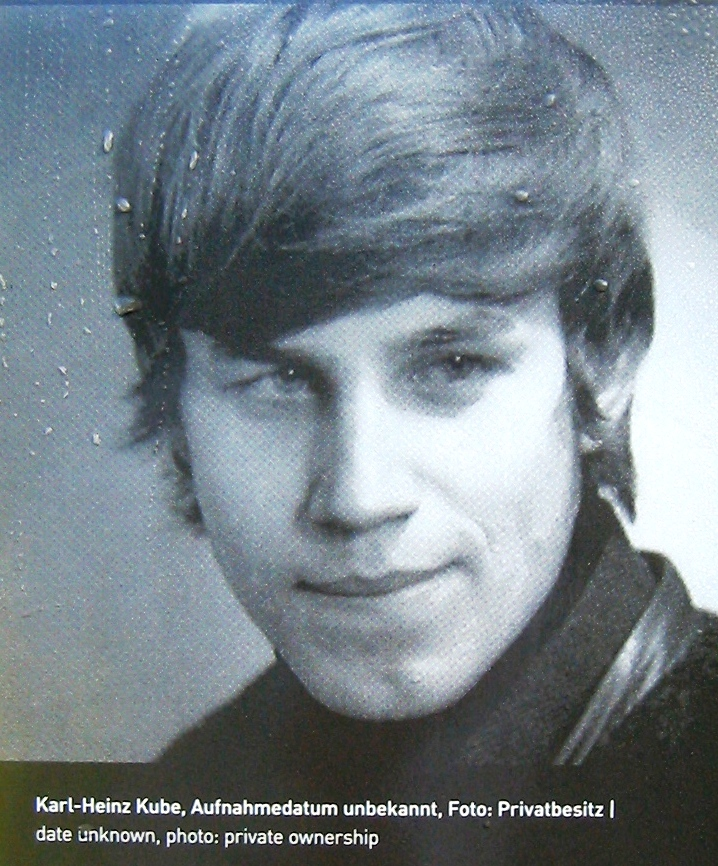
Karl-Heinz Kube

Karl-Heinz Kube (ur. 10 kwietnia 1949 w Ruhlsdorf k. Teltow, zm. 16 grudnia 1966 w Kleinmachnow) – ofiara śmiertelna Muru Berlińskiego zastrzelona przez żołnierzy wojsk granicznych NRD podczas próby ucieczki do Berlina Zachodniego.

## Życiorys i okoliczności śmierci
Karl-Heinz Kube urodził się i dorastał wraz z czwórką rodzeństwa w położonej niedaleko Teltow miejscowości Ruhlsdorf. W wieku 15 lat skończył naukę w szkole podejmując odtąd pracę w państwowych zakładach przemysłowych VEB Industriewerk Ludwigsfelde, gdzie zatrudniony był jako kierowca wózka transportowego. Otwarcie manifestował niechęć do systemu politycznego NRD preferując zachodnią muzykę i obyczaje, przez co niejednokrotnie grożono mu umieszczeniem w zakładzie poprawczym. Niepowodzenia w życiu zawodowym i osobistym przeżywał także bliski przyjaciel Kubego – Detlev S., w towarzystwie którego ten rozpoczął przygotowania do ucieczki z NRD. Wspólne plany tejże zakładały początkowo przepłynięcie wyznaczającego linię graniczną z Berlinem Zachodnim koryta Teltowkanal, przekroczenie granicy przy pomocy zdobytego wcześniej samochodu bądź ucieczkę skradzionym szybowcem. Ostatecznie mężczyźni zdecydowali się na przełamanie umocnień granicznych w rejonie Kleinmachnow.
Wieczorem 16 grudnia 1966 r. Kube i S. pojechali motorynką do Kleinmachnow. Pod osłoną ciemności pokonali pierwsze z umocnień, po czym przecinając posiadanymi nożycami zasieki z drutów kolczastych znaleźli się w strefie tzw. pasa śmierci. Chcąc pokonać wysoką na ok. 2,5 metra ostatnią z przeszkód zostali zauważeni przez parę wartowników, którzy niezwłocznie otworzyli ogień. Uciekinierzy usiłowali znaleźć schronienie w jednym z rowów, gdzie zostali jednak wykryci przez innych żołnierzy, którzy również użyli broni, w wyniku czego Kube trafiony został w klatkę piersiową i w głowę. Podczas gdy Detlev S. został aresztowany i przetransportowany do Poczdamu w celu przesłuchania, żołnierze wrzucili ciało postrzelonego na skrzynię ciężarówki.
Dwa tygodnie po zdarzeniu czterej strzelający żołnierze odznaczeni zostali Medalami za przykładną służbę graniczną. Po zjednoczeniu Niemiec pociągnięci zostali do odpowiedzialności zeznając w procesie przed sądem okręgowym w Poczdamie. Z powodu niemożności ustalenia sprawcy śmiertelnych strzałów wszyscy oskarżeni o umyślne zabójstwo żołnierze zostali ostatecznie uniewinnieni.